# Worldline
Worldline SA è una fintech francese fondata nel 1972 ed è il quarto leader mondiale nei pagamenti.
Worldline copre l'intera catena del valore dei pagamenti in Francia e in Europa: elaborazione delle emissioni, accettazione dei pagamenti, acquiring commerciale e elaborazione degli acquiring, oltre a servizi digitali aggiuntivi per enti governativi e aziende, oltre ai pagamenti.
Nel 2023, Worldline ha generato un fatturato pro forma di 4,6 miliardi di euro.

## Storia
1972–2004: inizi e diversificazione
Le prime attività di Worldline nel processamento delle transazioni con carte di pagamento risalgono agli anni '70, inizialmente sotto il nome di Sligos - risultato dalla fusione nel 1973 tra Sliga, una sussidiaria della banca Crédit Lyonnais, e Cegos - poi, dagli anni '80, con Segin, specializzata in particolare nelle transazioni su Minitel. Dagli anni '90, l'azienda si è diversificata nei pagamenti online con Axime, che ha dato vita - dopo la fusione con Sligos - al Gruppo Atos.

### 2004–2014: integrazione in Atos
Nel 2004, Atos ha integrato le sue attività di pagamento e servizi online in una divisione allora chiamata Atos Worldline.
Nel 2006, Atos Worldline ha incluso nel suo perimetro le aziende belghe Banksys, responsabile della sicurezza e garanzia dei pagamenti elettronici in Belgio, e Bank Card Company (BCC), specializzata nella gestione dei sistemi di pagamento legati alle due maggiori reti di carte di credito del paese, Visa e MasterCard. Le due aziende, che impiegavano circa 1.100 persone con un fatturato di 309 milioni di euro, sono state acquistate dai loro quattro azionisti: Dexia, Fortis, ING e KBC.
Nel 2010, Atos Worldline ha acquisito e integrato l'azienda indiana Venture Infotek per circa 100 milioni di dollari. L'azienda, specializzata nel processamento dei pagamenti e delle transazioni, aveva come clienti locali commercianti, banche e programmi governativi.
Nel 2011, Atos ha acquisito le attività di servizi IT di Siemens, che includevano anche attività di transazioni elettroniche, che sono state integrate nella sua divisione Worldline. Nel 2012, Atos Worldline ha acquisito e integrato Quality Equipment, un'azienda olandese di pagamenti elettronici, per un importo non divulgato.
Nel 2013, Atos ha scorporato la sua divisione Atos Worldline, conferendole maggiore autonomia.
Nel 2014, Atos ha parzialmente quotato Worldline, vendendo il 26,59% delle sue partecipazioni per 575 milioni di euro, valutando Worldline a 2,1 miliardi di euro.
2014-2019: consolidatore dei pagamenti europei
Nel novembre 2015, Worldline ha fuso le sue attività di elaborazione delle transazioni finanziarie elettroniche con Equens, un'azienda olandese. Come parte di questa fusione, Worldline ha versato 72 milioni di euro e deteneva il 63,6% della società creata, equensWorldline Company, il resto essendo detenuto dagli azionisti di Equens, banche olandesi, tedesche e italiane. In questo contesto, Worldline ha acquisito la possibilità a lungo termine di acquistare le restanti azioni di queste banche.[14]
Nel luglio 2017, Worldline ha annunciato l'acquisizione dell'azienda svedese Digital River World Payments (DRWP) per un importo non divulgato.[15] L'azienda, fondata nel 1997 e con sede a Stoccolma, ha generato vendite annuali di 37 milioni di dollari.[16]
Successivamente, Worldline ha acquisito First Data Baltics, una sussidiaria di First Data Corp in Lituania, Lettonia ed Estonia, per circa 73 milioni di euro.[17] Queste tre sussidiarie hanno generato un fatturato di 23 milioni di euro nel 2016,[18] impiegando circa 200 persone.
Nel maggio 2018, Worldline ha acquisito SIX Payment Services (Europe) SA, la divisione servizi di pagamento del gruppo svizzero SIX, per 2,3 miliardi di euro,[19] finanziati principalmente tramite l'emissione di nuove azioni. Con l'integrazione dei 1.600 dipendenti di SIX Payment Services[20] e delle attività di acquiring commerciale e servizi che servono più di 200.000 commercianti per un reddito di circa 530 milioni di euro,[21] Worldline ha ottenuto un aumento del 30% del fatturato, oltre a diventare il numero uno in Svizzera, Austria e Lussemburgo. L'ambizione di Worldline attraverso questa operazione era di creare un campione europeo dei pagamenti.[22]
Nel gennaio 2019, Atos, che allora deteneva una partecipazione del 50,8%, ha annunciato la vendita tramite scambio di azioni di una partecipazione del 23,4% in Worldline ai suoi azionisti.[23]
Dal 2019: azienda indipendente ed evoluzioni recenti
Nel maggio 2019, Worldline ha guadagnato l'indipendenza quando gli azionisti di Atos hanno approvato il piano per ridistribuire il 23,4% delle azioni di Worldline ai loro investitori. Atos è rimasta comunque il principale azionista di Worldline con il 27%, appena davanti al Gruppo SIX, ma ha perso la possibilità di controllarne le finanze.
Nel settembre 2019, Worldline ha annunciato il completamento dell'acquisizione della partecipazione di minoranza del 36,4% in equensWorldline, diventando così l'unico proprietario di equensWorldline.[24]
Nel febbraio 2020, Worldline ha annunciato l'acquisizione di Ingenico, leader mondiale nel mercato dei POS di pagamento e nei servizi ai commercianti, per 7,8 miliardi di euro. Gli azionisti di Worldline avrebbero mantenuto una partecipazione del 65% e quelli di Ingenico del 35%.[25] A seguito di questo annuncio, Atos ha annunciato la vendita di una partecipazione del 13,1%, mantenendo solo una partecipazione del 3,8% in Worldline. In parallelo, Bpifrance ha annunciato l'aumento della sua partecipazione nella società.[26]
Nel marzo 2020, Worldline è entrata nel CAC 40,[27] l'indice principale della borsa di Parigi, riflettendo principalmente l'evoluzione della liquidità e della capitalizzazione di mercato del Gruppo, passata da 2,2 miliardi di euro nel giugno 2014 al momento della sua quotazione in borsa a oltre 11 miliardi di euro al momento dell'ingresso nel CAC 40.
Nell'aprile 2020, Worldline ha annunciato l'acquisizione di GoPay attraverso l'acquisto del 53% delle sue azioni.[28] La società ha anche annunciato l'intenzione di acquistare tutte le restanti azioni entro il 2022. GoPay è uno specialista nei pagamenti online nell'Europa dell'Est. Attraverso questa acquisizione, Worldline intendeva rafforzare le sue offerte ai commercianti e consolidare la sua posizione nell'Europa centrale e orientale.
Nel maggio 2020, il CEO Gilles Grapinet ha annunciato la creazione di EDPIA (European Digital Payment Industry Alliance),[29] un'organizzazione professionale che riunisce le principali aziende europee specializzate nei pagamenti elettronici (Ingenico, Nets, Nexi e Worldline), con l'obiettivo di coordinare meglio la rappresentanza dei grandi attori del settore presso le autorità europee e altri stakeholder dell'ecosistema dei pagamenti. Gilles Grapinet ne è il primo presidente.
Nel luglio 2021, il Gruppo ha annunciato l'acquisto dell'80% di Axepta Italia, una sussidiaria di BNP Paribas, per 180 milioni di euro.[30]
Nell'ottobre 2021, Worldline ha annunciato i ricavi del terzo trimestre 2021 e, come previsto al momento dell'acquisizione di Ingenico, la nuova governance del Gruppo è stata implementata dal Consiglio di Amministrazione, con Bernard Bourigeaud nominato Presidente mentre Gilles Grapinet rimane CEO.[31]
Nel marzo 2022, Worldline ha annunciato la sua espansione commerciale in Giappone, offrendo l'elaborazione dei pagamenti con carta di credito per i commercianti a livello nazionale.[32]
Nel febbraio 2022, Worldline ha annunciato di aver avviato negoziazioni esclusive con i fondi Apollo per la vendita della sua sussidiaria TSS, che aveva rilevato le attività terminali di pagamento di Ingenico, per 2,3 miliardi di euro.[33] Nell'aprile 2022, Worldline ha annunciato l'acquisizione di una partecipazione del 51% nelle attività di pagamenti elettronici di ANZ Bank per 925 milioni di dollari australiani.[34]
Nell'aprile 2023, Crédit Agricole e Worldline sono entrate in trattative esclusive per creare un importante attore nei servizi ai commercianti in Francia. Entrambi i gruppi hanno annunciato la creazione prevista di una società comune pienamente operativa entro il 2025, combinando la presenza di Crédit Agricole nell'acquiring commerciale, la conoscenza approfondita del mercato francese e la potenza di distribuzione con l'innovazione leader di Worldline, la tecnologia e l'infrastruttura globale.[35][36]
Il 13 giugno 2024, all'Assemblea Generale Annuale di Worldline e come annunciato il 21 marzo 2024, il Consiglio di Amministrazione ha deciso, su raccomandazione del Comitato per le Nomine, di nominare il sig. Wilfried Verstraete come Presidente del Consiglio di Amministrazione.[37]
Il 30 settembre, Gilles Grapinet si è dimesso da CEO e direttore della società e Worldline è alla ricerca di un nuovo CEO che lavorerà con il Consiglio di Amministrazione per determinare un nuovo piano strategico. Marc-Henri Desportes, precedentemente Vice CEO di Worldline e Responsabile dei Servizi ai Commercianti, agisce come CEO ad interim.[38]
Incidenti
Alla fine di novembre 2024 l'azienda è stata colpita da un incidente infrastrutturale ai suoi data center italiani che ha interrotto per oltre 24 ore i servizi di pagamento POS/Bancomat di diversi istituti di credito in Italia e all'estero. 

## Attività
Il fatturato di Worldline nel 2022 è stato così suddiviso:
- Servizi ai commercianti (70%)
- Servizi finanziari (22%)
- Mobilità e servizi web transazionali (8%)

Nuovi metodi di pagamento
Nella primavera del 2017, Worldline ha sviluppato in collaborazione con la banca belga Belfius la prima applicazione di pagamento per smartphone in Belgio.[39]
Worldline gestisce anche Saferpay.[40]
Management
- Presidente (da giugno 2024): Wilfried Verstraete[41]
- CEO (da settembre 2014): Marc-Henri Desportes[42]

## Azionisti
Elenco dei principali azionisti al 31 dicembre 2023.[43]
- Flottante: 83,9%
- SIX Group AG: 10,5%
- Bpifrance: 4,5%
- Dipendenti: 0,7%
- Consiglio di Amministrazione e Alti Dirigenti: 0,2%
- Worldline SA: 0,1%